# Meskiana
Meskiana là một đô thị thuộc tỉnh Oum el Bouaghi, Algérie. Dân số thời điểm năm 2002 là 25.849 người.